# Markus Strömbergsson

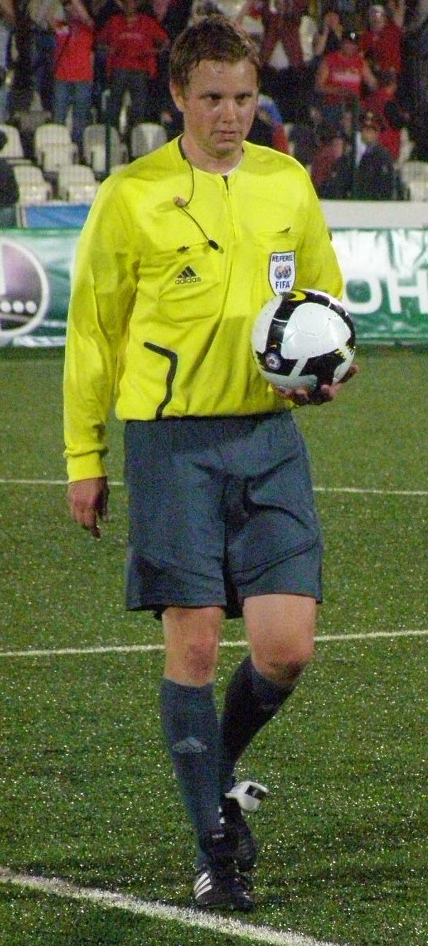
Markus Strömbergsson

Markus Strömbergsson, född 26 april 1975, är en svensk före detta fotbollsdomare bosatt i Gävle. Han har dömt 221 matcher i Allsvenskan och 63 matcher i Superettan. Han har också dömt 93 internationella matcher och varit Fifa-domare sedan 2006 fram tills 2012. Strömbergsson var straffområdesdomare för matcherna Grekland–Ryssland och Nederländerna–Tyskland i EM 2012 i Polen och Ukraina och under semifinalen mellan Portugal och Wales i EM 2016 i Frankrike.
Hans bror Martin Strömbergsson är också fotbollsdomare på elitnivå.
Den 27 maj 2017 valde han att avsluta karriären. Sista matchen han dömde var IFK Norrköping - Halmstad BK vilken vanns av hemmalaget med 3-2.